# The Flash: Vertical Velocity (Six Flags Discovery Kingdom)
The Flash: Vertical Velocity in Six Flags Discovery Kingdom (Vallejo, Kalifornien, USA) ist eine Stahlachterbahn vom Modell Twisted Impulse Coaster des Herstellers Intamin, die am 8. Juni 2001 eröffnet wurde. Von 2001 bis 2018 trug sie den Namen Vertical Velocity.
Das Layout der Bahn ist recht einfach gehalten. Vor und hinter der Station befinden sich zwei Türme. Der hintere Turm besitzt ein Gefälle von 90°, während der vordere Turm lediglich ein Gefälle von ca. 45°, dafür aber eine 360°-Verdrehung besitzt. Dies ist auch einmalig bei diesem Modell, da bei anderen Bahnen diesen Modells beide Türme ein Gefälle von 90° besitzen. Der Zug wird mittels LIM aus der Station heraus auf rund 105 km/h beschleunigt und fährt den ersten Turm hinauf. Danach rollte der Zug diesen Turm wieder rückwärts herab und durch die Station durch, in der er wieder beschleunigt wird, auf den zweiten Turm hinauf. Der Zug pendelt also mehrmals zwischen beiden Türmen hin und her, während er in der Station neu beschleunigt wird.

## Züge
The Flash: Vertical Velocity besitzt einen Zug mit sieben Wagen. In jedem Wagen können zwei Personen (eine Reihe) Platz nehmen. Als Rückhaltesystem kommen Schulterbügel zum Einsatz.